# ژان رنه کنستان کوا

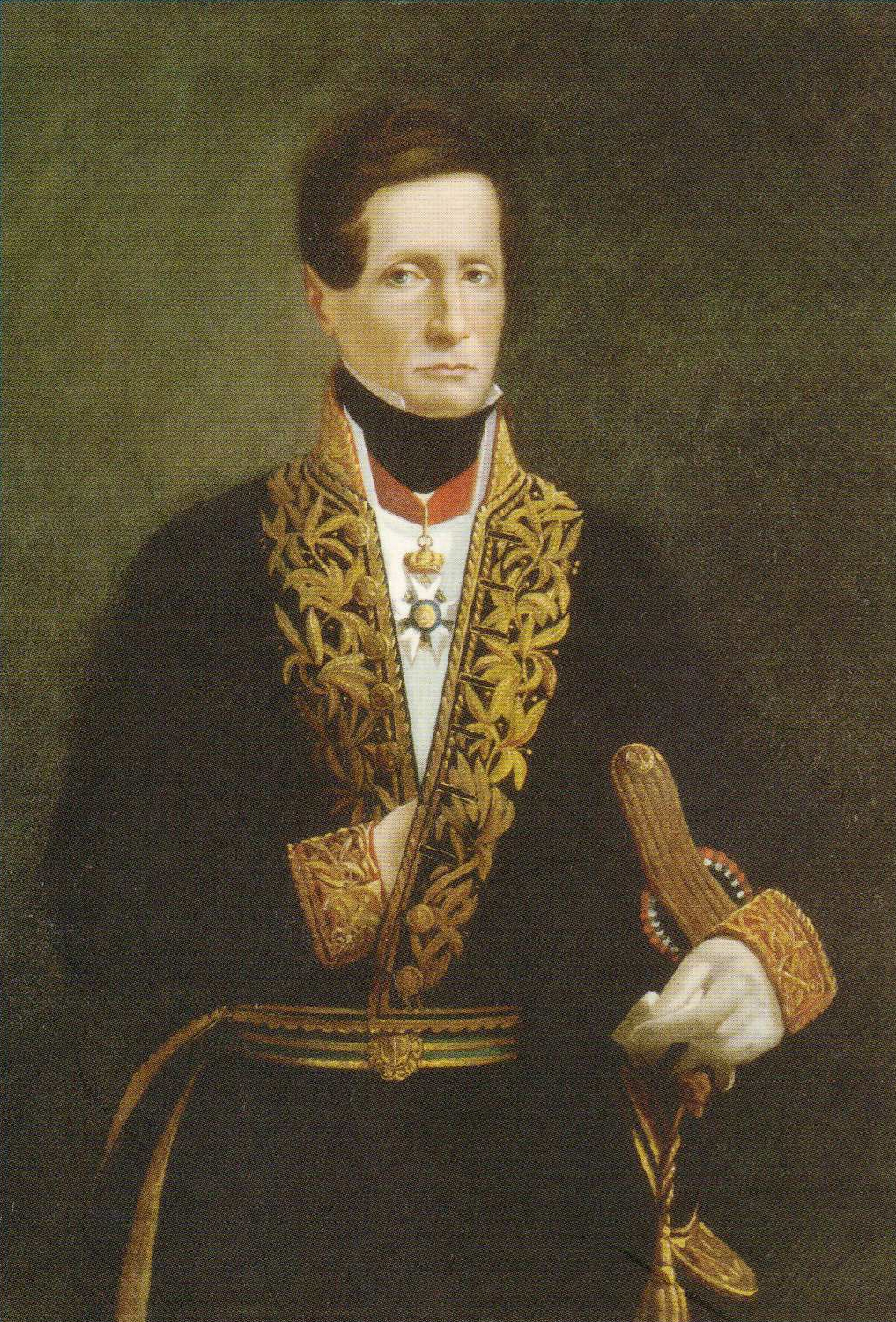

ژان رنِه کنستان کوا (به فرانسوی: Jean René Constant Quoy) دانشمند جانورشناس فرانسوی بود. کوا زاده ۱۰ نوامبر ۱۷۹۰ است و در ۴ ژوئیه ۱۸۶۹ درگذشت.
او با همراهی ژوزف پل گمار میان سال‌های ۲۵-۱۸۲۲ سفری پژوهشی با اهداف جانورشناسانه به دور دنیا داشت. یک سال پس از پایان این سفر، کوا سفر دیگری به دور دنیا کرد که از ۱۸۲۶ تا ۱۸۲۹ طول کشید.
از جمله گونه‌هایی که به افتخار او نام‌گذاری شد می‌توان به چند گونه لیسه از جمله Quoya Labbé و Quoyia Gray اشاره کرد.